# Solenopsis robusta
Solenopsis robusta é uma espécie de formiga do gênero Solenopsis, pertencente à subfamília Myrmicinae.